# Polygenis impavidus
Polygenis impavidus är en loppart som beskrevs av Johnson 1957. Polygenis impavidus ingår i släktet Polygenis och familjen Rhopalopsyllidae. Inga underarter finns listade i Catalogue of Life.